# フィリップ (プファルツ＝ノイブルク公)
フィリップ（ドイツ語：Philipp, 1503年11月12日 - 1548年7月4日）は、プファルツ＝ノイブルク公（在位：1505年 - 1541年）。好戦公（der Streitbare）と呼ばれた。

## 生涯
フィリップは、ループレヒト・フォン・デア・プファルツと下バイエルン＝ランツフート公ゲオルクの娘エリーザベトの間に末息子として生まれた。
帝国法およびバイエルン＝ミュンヘン公との相続条約に抵触するにもかかわらず、下バイエルン＝ランツフート公ゲオルクはバイエルン＝ランツフートの土地を娘エリーザベトに譲渡しようとした。これが1503年のランツフート継承戦争につながり、エリーザベトとその夫ループレヒトの軍が敗北した。1504年の秋にエリーザベトとループレヒトは立て続けに死去した。1505年のケルンにおける仲裁で、皇帝マクシミリアン1世は領土損失の補償として、下バイエルン領からプファルツ＝ノイブルクとして知られる小領をエリーザベトの2人の息子に与えることを認めた。フィリップは兄オットー・ハインリヒとともにこの領土を統治した。
1529年、ウィーン包囲戦で2個連隊の先頭に立ってトルコ軍との戦いに勝利した。
1539年12月8日、フィリップはイングランド王ヘンリー8世の娘メアリー・チューダーから結婚の承諾を得るという希望を持って、イングランド宮廷を訪れた。この結婚計画は、皇帝に対抗するプロテスタントのドイツの諸侯と同盟を結ぶというヘンリー8世の計画の一部であった。2人は12月17日にハートフォード城で会い、そこでフィリップはメアリーに贈り物を贈り、キスをした。このような親密さから、2人は結婚するであろうと考えられ、イングランド宮廷の大多数は今後数か月以内に結婚式が行われると予想していた。
しかし、フィリップは後に領地に送り返され、結婚計画は実現しなかった。しかし、フィリップはひるむことなく、さらに3回イギリスを訪問したが、一度だけしかメアリーに会うことができなかった。
フィリップは1548年に貧困の中、ハイデルベルクで死去した。